# Dreibindige Felsenschnecke
Die Dreibindige Felsenschnecke (Helicigona trizona) ist eine landlebende Schneckenart aus der Familie der Schnirkelschnecken (Helicidae).

## Merkmale
Das Gehäuse ist abgeflacht bis fast flach. Es misst 13 bis 18 × 25 bis 32 mm. Die Windungen nehmen nur langsam zu; bis zum Adultstadium werden etwa 4,5 bis 5 Windungen angelegt. Im Querschnitt sind die Windungen oben abgeflacht und seitlich und unten gerundet. Die letzte Windung senkt sich deutlich aus der Windungsebene ab und rundet sich auch auf der oberen Seite. Die Grundfarbe ist grau bis gelblich-weiß mit drei braunen Spiralbändern. Die Breite der Bänder nimmt vom oberen zum unteren Band etwas zu. Das mittlere Band ist deutlich kräftiger, dunkler gefärbt als das obere und untere Band. Nahe dem Nabel und am Mündungsrand ist das Periostracum leicht grünlich gefärbt. Die Außenseite weist lediglich deutliche Anwachsstreifen und sehr feine und undeutliche Spiralstreifen auf. Die Mündung ist gerundet und steht schräg zur Windungsachse (ca. 45°). Der weißliche Mündungsrand ist nur leicht verdickt und setzt an der inneren Seite aus. Der Nabel ist vergleichsweise eng. Der Körper des Tieres ist hellbraun.

## Geographisches Vorkommen, Lebensraum und Lebensweise
Die Art kommt auf der zentralen Balkanhalbinsel (Serbien, Bulgarien und südwestliches Rumänien) vor. Die von vielen Autoren als Unterart von H. trizona aufgefasste H. rumelica (Rossmässler, 1838) wird heute als eigenständige Art anerkannt. Dadurch verkleinert sich das Vorkommen auf die obigen Gebiete. Sie lebt in mäßig feuchten Habitaten bis in 1700 m über NN (Bulgarien). Über die Lebensweise ist so gut wie nichts bekannt.

## Systematik
Früher wurden einige, heute als selbständige Arten aufgefasste Taxa als Unterarten zu Helicigona trizona gestellt, wie z. B. Helicigona rumelica (Rossmässler, 1838) und Helicigona haberhaueri (Sturany, 1897).

### Online
- AnimalBase - Helicigona trizona